# Shunamitismo

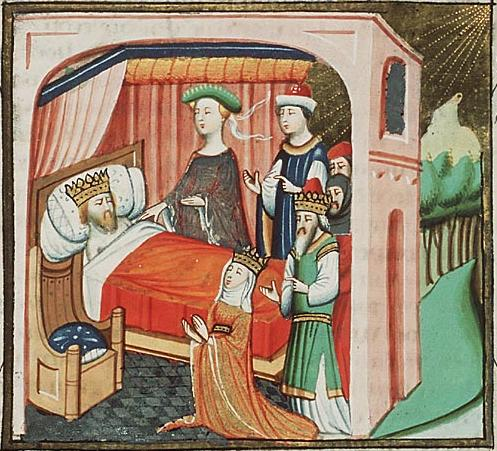
Abishag a shunamita cuida do idoso Davi, c. 1435.

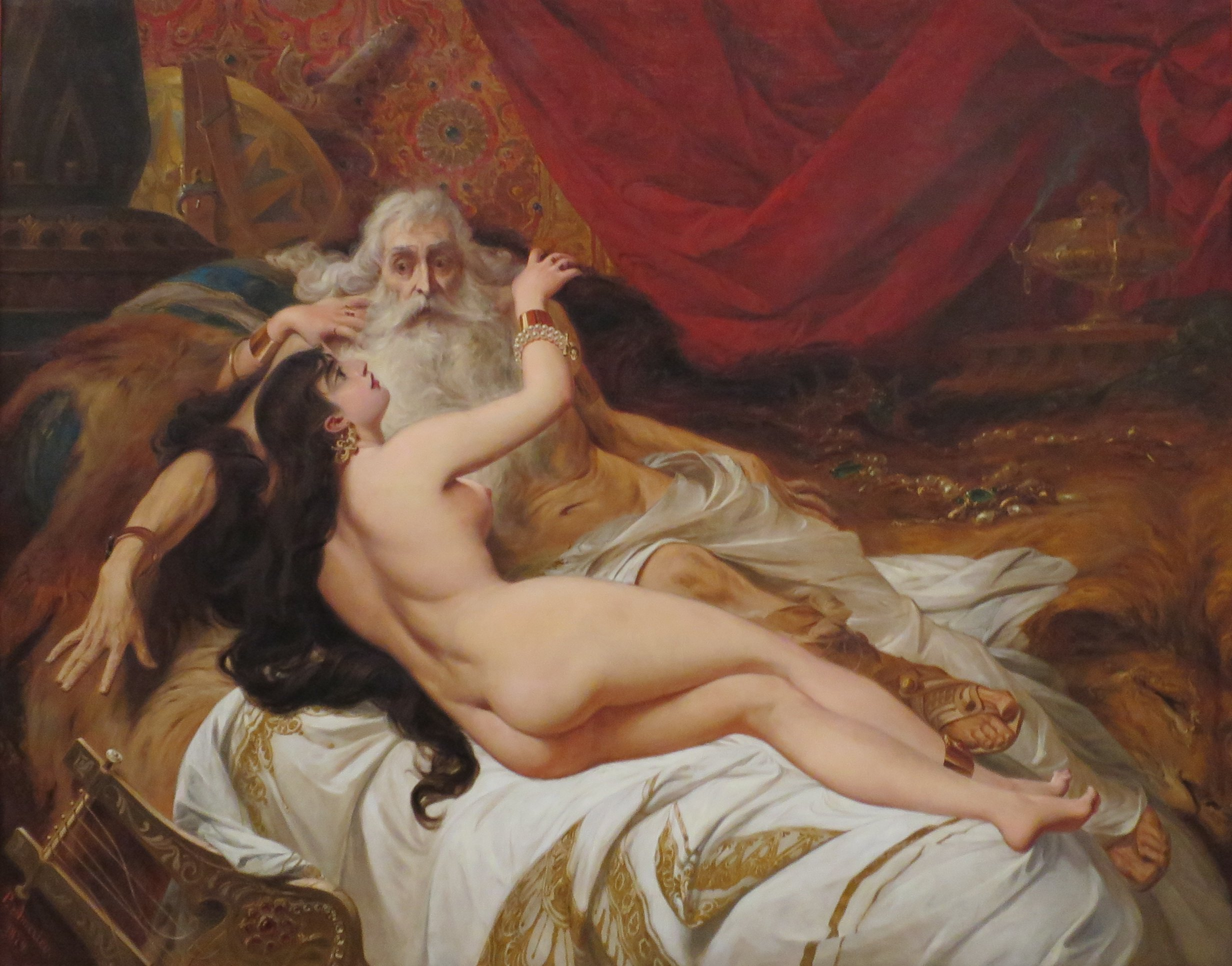
Davi e Abishag por Pedro Américo, 1879

Shunamitismo (também referido como gerocomia) é a prática de um homem idoso dormir com, mas não necessariamente ter relações sexuais com, uma jovem virgem para preservar sua juventude. É considerada um método esotérico de realce da juventude. A justificativa é de que o calor e a umidade da jovem seriam transferidos para o homem idoso, revitalizando-o.
O termo baseia-se na história bíblica de Rei Davi e Abishag. A jovem, que era de Shunem, também era chamada de shunamita. Quando o rei Davi estava velho e não conseguia se aquecer, seus servos encontraram Abishag para dormir com ele, embora ele não tivesse relações íntimas com ela; por isso, ela continuava virgem.
Entre os médicos científicos, Thomas Sydenham (século XVII) prescreveu o shunamitismo para seus pacientes. O holandês Herman Boerhaave (século XVIII) também recomendou esse método a um velho burgomestre, alegando que poderia restaurar a força e o ânimo.

## Tradições semelhantes do leste asiático
A prática é conhecida pelo nome Shaoyintongqin (少陰同寢).

### China
No livro médico chinês do século XVI Bencao Gangmu, de Li Shizhen, consta que "Para o homem idoso, ou para seres humanos que carecem de energia, deitar-se com uma menina com menos de 14 anos, pois não há remédio melhor do que receber o qi presente em uma jovem". Entretanto, aconselha não realizar quaisquer atos sexuais, limitando-se apenas ao ato de dormir, pois qualquer contato sexual teria efeito contrário. O livro também registra uma variante relativamente nova na época, denominada "contato para suplementação", que permite à menina fazer com que o qi entre pelos orifícios do nariz, umbigo e porta da essência (esperma), alcançando assim seus campos de cinábrio. Ainda recomenda que a prática seja realizada durante a noite, e não durante o dia.
Su Nü Jing afirma que dormir com uma virgem faria com que as doenças desaparecessem.

### Coreia
A jovem utilizada para a prática era chamada "witbangagi" (윗방아기) e, geralmente, era de origem escrava ou proveniente de uma condição econômica precária, sendo normalmente empregada pela classe Yangban. A prática continuou até o início do século XX.